# Smiler (musikalbum)
Smiler är ett musikalbum av Rod Stewart. Albumet släpptes i oktober 1974 och var det sista albumet han gjorde för skivbolaget Mercury Records. Stewart fortsatte här med samma formel han haft på sina två tidigare storsäljande album Every Picture Tells a Story och Never a Dull Moment. På Smiler finns liksom på tidigare nämnda skivor rockcovers, några originalkompositioner och en och annan ballad. Albumet togs emot mer ljummet av kritiker som generellt tyckte Stewart upprepade sig en gång för mycket, även om de inte hade något emot musiken som sådan. Stewarts version av Aretha Franklins "(You Make Me Feel Like) A Natural Woman" (Woman utbytt till Man) blev särskilt häcklad av kritiker, till exempel Robert Christgau som kallade den "embarrassingly unnatural" ("pinsamt onaturlig") i sin recension av skivan. Smiler sålde förhållandevis bra, men blev ingen riktig storsäljare och någon hitsingel fanns inte heller på skivan.

## Låtlista
1. "Sweet Little Rock 'N' Roller" - 3:43
2. "Lochinvar" - 0:25
3. "Farewell" - 4:34
4. "Sailor" - 3:35
5. "Bring It On Home To Me/You Send Me" - 3:57
6. "Let Me Be Your Car" - 4:56
7. "(You Make Me Feel Like) A Natural Man" - 3:54
8. "Dixie Toot" - 3:27
9. "Hard Road" - 4:27
10. "I've Grown Accustomed To Her Face" - 1:32
11. "Girl from the North Country" - 3:52
12. "Mine For Me" - 4:02

## Listplaceringar
- Billboards albumlista, USA: #13
- Engelska albumlistan: #1 [3]
- VG-lista, Norge: #19 [4]
- Kvällstoppen, Sverige: #10 [5]